# Phaonia pulvillata
Phaonia pulvillata är en tvåvingeart som först beskrevs av Stein 1904.  Phaonia pulvillata ingår i släktet Phaonia och familjen husflugor. Inga underarter finns listade i Catalogue of Life.